# Quinta Brunson
Quinta Brunson (Filadelfia, 21 dicembre 1989) è un'attrice, sceneggiatrice, produttrice televisiva e doppiatrice statunitense.

## Biografia
Quinta Brunson è nata e cresciuta a Filadelfia e nel 2014 ha cominciato a lavorare come video producer per BuzzFeed. Nel 2016 ha prodotto, scritto e interpretato la commedia Broke per YouTube Premium e nello stesso anno ha scritto e recitato in Up For Adoption per go90.
Dopo aver recitato in alcuni episodi di New Girl, Single Parents e iZombie, nel 2021 ha recitato nel ruolo principale di Trig nella terza stagione di Miracle Workers. Nello stesso anno raggiunge il successo per aver ideato, scritto ed interpretato la serie televisiva Abbott Elementary, per cui ha ottenuto sei candidature e due vittorie ai Premi Emmy. Sempre nel 2021 ha pubblicato un libro, She Memes Well.

## Vita privata
Quinta Brunson è sorella minore dell'attrice e docente Lakatriona Brunson

## Filmografia (parziale)

### Attrice

#### Cinema
- An American Pickle, regia di Brandon Trost (2020)
- Weird - La storia di Al Yankovic (Weird: The Al Yankovic Story), regia di Eric Appel (2022)

#### Televisione
- New Girl - serie TV, 1 episodio (2018)
- Single Parents - serie TV, 3 episodi (2018-2020)
- IZombie - serie TV, 1 episodio (2020)
- Miracle Workers - serie TV, 9 episodi (2021)
- Abbott Elementary - serie TV, 71 episodi (2021-in corso)
- The Studio - serie TV, episodio 1x10 (2025)
- C'è sempre il sole a Philadelphia - serie TV, episodio 17x01 (2025)

### Doppiatrice
- Big Mouth - serie TV, 5 episodi (2019-2025)
- Lazor Wulf - serie TV, 19 episodi (2019-2021)
- Zootropolis 2 (Zootopia 2), regia di Jared Bush e Byron Howard (2025)

### Sceneggiatrice
- Lazor Wulf - serie TV, 2 episodi (2019-2021)
- Abbott Elementary - serie TV, 2 episodi (2021-in corso)

## Doppiatrici italiane
Nelle versioni in italiano delle opere in cui ha recitato, Quinta Brunson è stata doppiata da:
- Gilberta Crispino in Single Parents
- Vanina Marini in Abbott Elementary

## Riconoscimenti
- Golden Globe[8]
  - 2023 – Miglior serie commedia o musicale per Abbott Elementary
  - 2023 – Miglior attrice in una serie commedia o musicale per Abbott Elementary
  - 2024 – Candidatura alla miglior serie commedia o musicale per Abbott Elementary
  - 2024 – Candidatura alla miglior attrice in una serie commedia o musicale per Abbott Elementary
- Critic's Choice Awards
  - 2023 – Miglior serie commedia per Abbott Elementary
  - 2023 – Candidatura alla miglior attrice in una serie commedia per Abbott Elementary
  - 2024 – Candidatura alla miglior attrice in una serie commedia per Abbott Elementary
  - 2024 – Candidatura alla migliore serie commedia per Abbott Elementary
- Premio Emmy
  - 2022 – Candidatura per la miglior serie commedia per Abbott Elementary
  - 2022 – Candidatura per la miglior attrice protagonista in una serie commedia per Abbott Elementary
  - 2022 – Miglior sceneggiatura in una serie commedia per Abbott Elementary
  - 2023 – Miglior attrice protagonista in una serie commedia per Abbott Elementary
  - 2023 – Candidatura alla miglior attrice guest in una serie commedia per Saturday Night Live
  - 2023 – Candidatura alla miglior serie commedia per Abbott Elementary
  - 2024 - Candidatura alla miglior serie commedia per Abbott Elementary
  - 2024 – Candidatura alla miglior attrice protagonista in una serie commedia per Abbott Elementary
  - 2024 – Candidatura alla miglior sceneggiatura in una serie commedia per Abbott Elementary
  - 2025 - Candidatura alla miglior attrice protagonista in una serie commedia per Abbott Elementary
  - 2025 - Candidatura alla miglior sceneggiatura in una serie commedia per Abbott Elementary
- MTV Movie & TV Award
  - 2023 – Candidatura alla miglior interpretazione comica per Abbott Elementary
- NAACP Image Award
  - 2023 – Miglior attrice in una serie commedia per Abbott Elementary
  - 2023 – Miglior serie commedia per Abbott Elementary
  - 2023 – Miglior rivelazione creativa (televisione) per Abbott Elementary
  - 2023 – Candidatura all'Entertainer of the Year
  - 2023 – Candidatura alla miglior scenografia in una serie commedia per Abbott Elementary
  - 2024 – Miglior attrice in una serie commedia per Abbott Elementary
  - 2024 – Miglior serie commedia per Abbott Elementary
- Screen Actors Guild Award
  - 2023 – Candidatura alla miglior attrice in una serie commedia per Abbott Elementary
  - 2023 – Miglior cast in una serie commedia per Abbott Elementary
  - 2024 – Candidatura alla migliore attrice in una serie commedia per Abbott Elementary
  - 2024 – Candidatura al miglior cast in una serie commedia per Abbott Elementary
- Satellite Award
  - 2024 – Candidatura alla migliore serie commedia o musicale per Abbott Elementary